# Непермецаяха
Непермецаяха — река в России, протекает по Ямало-Ненецкому АО. Устье реки находится в 174 км по левому берегу реки Еркалнадейпур. Длина реки составляет 102 км, площадь бассейна — 866 км².

## Притоки
- 23 км: Коимъяха (лв)
- 62 км: Анойтарка (лв)
- 66 км: Сидитарка (лв)
- 81 км: Теттарка (пр)
- 85 км: Самлянгтарка (пр)
- 90 км: Маттарка (лв)

## Данные водного реестра
По данным государственного водного реестра России относится к Нижнеобскому бассейновому округу, водохозяйственный участок реки — Пур, речной подбассейн реки — подбассейн отсутствует. Речной бассейн реки — Пур.
Код объекта в государственном водном реестре — 15040000112115300057886.